# Rodrigo De Paul
Rodrigo Javier De Paul (Sarandí, 1994. május 24. –) világbajnok argentin labdarúgó, az Inter Miami középpályása kölcsönben az Atlético Madrid csapatától.

## Pályafutása
2025. július 26-án jelentették be, hogy hat hónapos kölcsönszerződéssel az Inter Miami csapatába került, valamint kötelező kivásárlási záradékkal.

## Statisztika
2021. május 23-i állapot szerint.
| Klub     | Szezon   | Bajnokság | Bajnokság | Kupa  | Kupa  | Nemzetközi | Nemzetközi | Összesen | Összesen |
| Klub     | Szezon   | Meccs     | Gólok     | Meccs | Gólok | Meccs      | Gólok      | Meccs    | Gólok    |
| -------- | -------- | --------- | --------- | ----- | ----- | ---------- | ---------- | -------- | -------- |
| Racing   | 2012–13  | 19        | 2         | 1     | 0     | 0          | 0          | 20       | 2        |
| Racing   | 2013–14  | 35        | 4         | 0     | 0     | 2          | 0          | 37       | 4        |
| Racing   | Összesen | 54        | 6         | 1     | 0     | 2          | 0          | 57       | 6        |
| Valencia | 2014–15  | 25        | 1         | 4     | 1     | —          | —          | 29       | 2        |
| Valencia | 2015–16  | 9         | 0         | 3     | 0     | 3          | 0          | 15       | 0        |
| Összesen | Összesen | 34        | 1         | 7     | 1     | 3          | 0          | 44       | 2        |
| Racing   | 2016     | 11        | 0         | 1     | 0     | 3          | 1          | 15       | 1        |
| Udinese  | 2016–17  | 34        | 4         | 1     | 1     | —          | —          | 35       | 5        |
| Udinese  | 2017–18  | 37        | 4         | 2     | 0     | —          | —          | 39       | 4        |
| Udinese  | 2018–19  | 36        | 9         | 1     | 0     | —          | —          | 37       | 9        |
| Udinese  | 2019–20  | 34        | 7         | 1     | 0     | —          | —          | 35       | 7        |
| Udinese  | 2020–21  | 36        | 9         | 2     | 0     | —          | —          | 38       | 9        |
| Összesen | Összesen | 177       | 33        | 7     | 1     | —          | —          | 184      | 34       |
| Összesen | Összesen | 276       | 40        | 16    | 2     | 8          | 1          | 300      | 43       |

## Sikerei, díjai
- Argentína
  - Copa América: 2021, 2024
  - Interkontinentális Szuperkupa: 2022
  - Labdarúgó-világbajnokság: 2022